# Radoši (Metlika, Slovenija)
Radoši je naselje u slovenskoj Općini Metliki. Radoši se nalazi u pokrajini Dolenjskoj i statističkoj regiji Jugoistočnoj Sloveniji. 

## Stanovništvo
Prema popisu stanovništva iz 2002. godine naselje je imalo 6 stanovnika.